# Bankinter
Bankinter, S. A., estilizado como bankinter., es un banco español con sede en Madrid.
A 31 de diciembre de 2024, los activos de Bankinter eran de 121.972 millones de euros, siendo la quinta entidad financiera española por volumen. Esa misma fecha contaba con 6.661 empleados y 446 oficinas.
Cotiza en la Bolsa de Madrid (BKT) y forma parte del índice IBEX 35.

## Historia

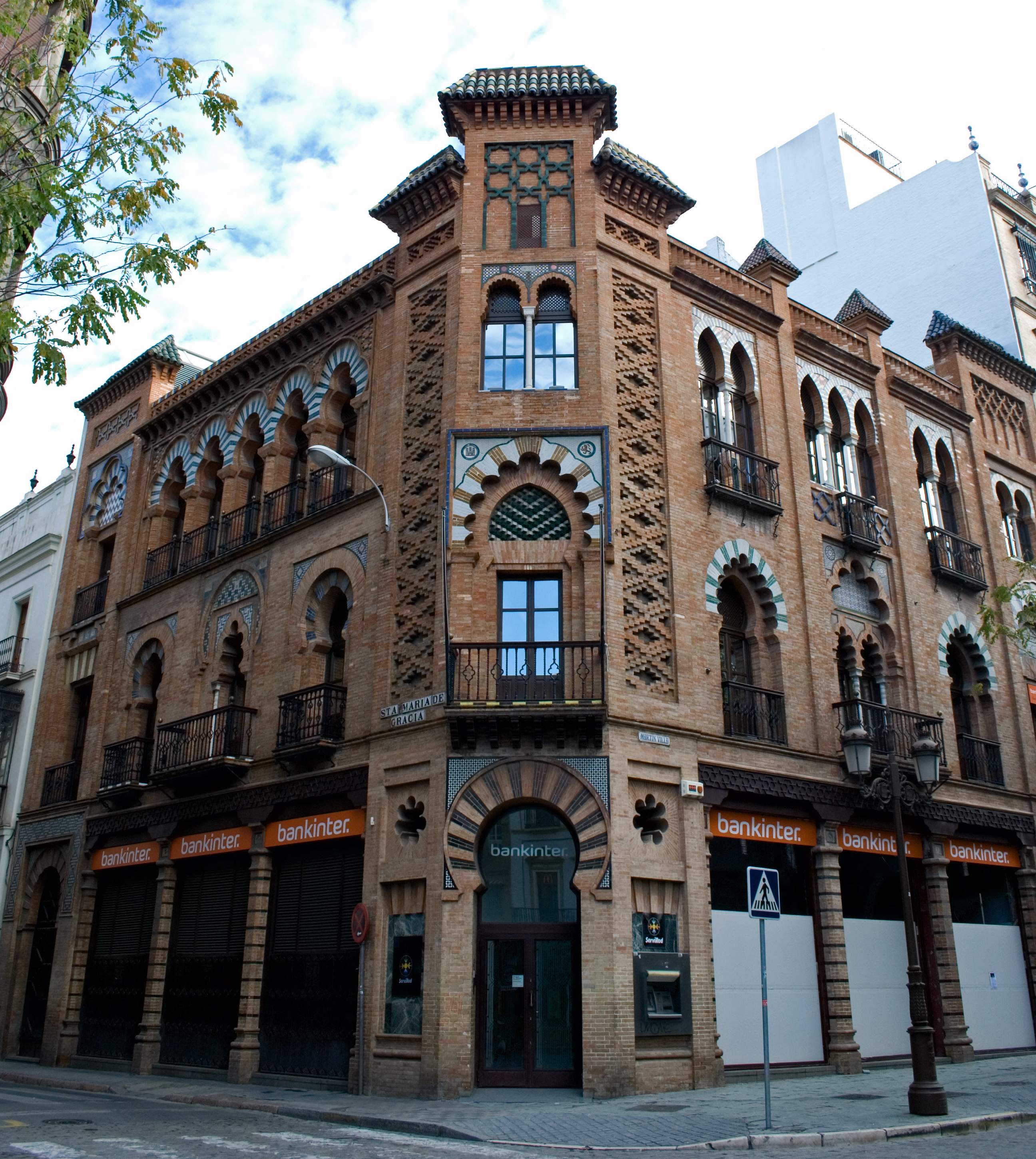
Sede de la sucursal de Bankinter en la plaza de la Campana de Sevilla. Edificio neomudéjar, construido entre 1907 y 1909 por el arquitecto Aníbal González.

Bankinter surge como Banco Intercontinental Español, que se constituyó en junio de 1965 como un banco industrial al 50% entre el Banco Santander y el Bank of America.
En 1972 salió a cotizar en la Bolsa de Madrid, convirtiéndose en ese momento en un banco independiente de sus fundadores; fue entonces cuando se transformó en un banco comercial. 
En 1993 inició una estrategia de crecimiento junto a socios con Banca Partner y Red Agencial. En 1996 creó su portal en Internet, Bankinternet, que para junio de 1997 permitía acceder a posiciones en el banco y realizar operaciones financieras. En 2006, transformó su imagen de marca e identidad corporativa.
En junio de 2009 realizó una ampliación de capital que se dedicó a la compra del 50% que aún no poseía de Línea Directa a Royal Bank of Scotland.
El 2 de septiembre de 2015 anunció la compra de la red de banca minorista portuguesa del banco británico Barclays, compuesta por 84 sucursales, por 100 millones de euros. De forma simultánea, Bankinter Seguros de Vida, sociedad controlada al 50% por Bankinter y Mapfre, compraría también el negocio luso de seguros de vida y pensiones por 75 millones de euros.
El 1 de abril de 2016 se cerraron dichas operaciones por 86 millones y 75 millones de euros, respectivamente.
El 25 de septiembre de 2018 anunció que había alcanzado un acuerdo con Smart Holdco, una entidad propiedad de varios fondos gestionados por compañías vinculadas con Apollo Global Management y propietaria de EVO Banco para la adquisición del negocio bancario de EVO Banco en España y el de su filial de crédito al consumo en Irlanda, Avantcard. En la operación, quedó excluida la compra de EVO Finance, la financiera del Grupo en España. 
El 31 de mayo de 2019 tras obtener las autorizaciones correspondientes, Bankinter cerró dicha compra por un coste total de 65,8 millones de euros ya que, a pesar de que el desembolso total fue de 199,4 millones de euros, el exceso de capital de EVO Banco derivado de la segregación de Evo Finance realizada con carácter previo revirtió 133,6 millones de euros para Bankinter.
En abril de 2021 se produjo la escisión y salida a bolsa de Línea Directa, pasando la participación de Bankinter del 100 al 17,4% y generando unas plusvalías cercanas a los 1000 millones de euros.
En agosto de 2023, la Comisión Europea aprobó la adquisición del prestador de servicios de pago portugués Universo IME, por parte de Sonae, también de Portugal, y Bankinter Consumer Finance (BKCF).
El 1 de abril de 2025, Bankinter absorbe sus filiales Evo Banco y Avant Money para integrarlas en la matriz.

## Red de oficinas
A 31 de marzo de 2024, Bankinter contaba con 446 oficinas y más de 6.500 empleados.